# Мартьянова, Елена
Елена Мартьянова (род. 1967) — советская, шашистка, чемпионка СССР 1986 года по международным шашкам.

## Спортивная карьера
Шашками начала заниматься во втором классе в Ленинградском Дворце пионеров под руководством Сергея Маншина. 
На чемпионате страны дебютировала в 1984 году (10 место). 
В 1986 году на чемпионате СССР по международным шашкам среди женщин произошла сенсация. 19-летняя Елена Мартьянова заняла первое место, обойдя сильных и опытных соперниц: пятикратную чемпионку мира международного гроссмейстера Елену Альтштуль, чемпионку мира международного гроссмейстера Ольгу Левину, претендентку на звание чемпионки мира международного мастера спорта Зою Садовскую. Это был всего лишь второй по счёту чемпионат СССР для Елены Мартьяновой.
В 1988 году заняла 13 место, в 1990 также была 13-й. Выступала за «Вооруженные Силы». На последнем чемпионате СССР в 1991 году заняла 11 место.